# Alpes septentrionales salzburgueses
Los Alpes septentrionales salzburgueses (en alemán Salzburger Nordalpen) son una sección del gran sector Alpes del noreste, según la clasificación SOIUSA. Su pico más alto es el Hochkönig, con 2.941 m. 
Se encuentran en Austria (Salzburgo y Estiria) y en Alemania (Baviera).